# Polypodium eperopeutes
Polypodium eperopeutes är en stensöteväxtart som beskrevs av John T. Mickel och Joseph M. Beitel.
Polypodium eperopeutes ingår i släktet Polypodium och familjen Polypodiaceae. Inga underarter finns listade i Catalogue of Life.